# برج اریحا
برج اریحا یک سازه سنگی به ارتفاع ۸٫۵ متر است که در دوران نوسنگی پیش‌ازسفال الف (حدود ۹۰۰۰ (پ.م) در داخل دیوار اریحا در شهر اریحا واقع در کرانه باختری رود اردن ساخته شده است. دیوار اریحا یکی از نخستین آثار معماری سنگی بشر است. به برج و دیوار اریحا در کتاب یوشع از عهد عتیق اشاره شده بود ولی این اثر برای هزاران سال مدفون بود. اکتشاف و کاوش برج اریحا بین سال‌های ۱۹۵۲ و ۱۹۵۸ توسط کتلین کنیان صورت گرفت.